# Мишковиці (Мазовецьке воєводство)
Мишковиці (пол. Myszkowice) — село в Польщі, у гміні Плятерув Лосицького повіту Мазовецького воєводства. Населення — 145 осіб (2011).

## Історія
За даними етнографічної експедиції 1869—1870 років під керівництвом Павла Чубинського, у селі переважно проживали римо-католики, меншою мірою — греко-католики, які здебільшого розмовляли українською мовою.
У 1975—1998 роках село належало до Білопідляського воєводства.

## Демографія
Демографічна структура станом на 31 березня 2011 року:
|          | Загалом | Допрацездатний вік | Працездатний вік | Постпрацездатний вік |
| -------- | ------- | ------------------ | ---------------- | -------------------- |
| Чоловіки | 69      | 11                 | 46               | 12                   |
| Жінки    | 76      | 15                 | 34               | 27                   |
| Разом    | 145     | 26                 | 80               | 39                   |